# بول هيرست
بول كوزي هيرست (بالإنجليزية:Paul Causey Hurst) (ولد في 15 أكتوبر 1888 - توفي في 27 فبراير 1953). ممثل ومخرج سينمائي أمريكي .

## روابط خارجية
- بول هيرست على موقع IMDb (الإنجليزية)
- بول هيرست على موقع ألو سيني (الفرنسية)
- بول هيرست على موقع أول موفي (الإنجليزية)
- بول هيرست على موقع قاعدة بيانات الأفلام السويدية (السويدية)
- بول هيرست على موقع قاعدة بيانات الفيلم (الإنجليزية)
- بول هيرست على موقع كينوبويسك (الروسية)
- Paul Hurst على موقع فايند أغريف, with wardrobe still from Gone With the Wind